# 파질레트 하늠 베 크즈라르
《파질레트 하늠 베 크즈라르》(튀르키예어: Fazilet Hanım ve Kızları)는 2017년 방영된 터키의 텔레비전 드라마이다.